# Цецилія Метелла Далматік
Цецилія Метелла Далматік (119 — 81 роки до н. е.) — давньоримська матрона, дружина відомих консулів.

## Життєпис
Походила з роду нобілів Цециліїв Метеллів. Донька Луція Цецилія Метелла Далматіка, консула 119 року до н. е. У першому шлюбі — дружина Марка Емілія Скавра, консула 115 року до н. е.., мала від нього сина та доньку. Після смерті першого чоловіка у 88 році до н. е. стала дружиною Луція Корнелія Сулли, консула 88 та 80 років до н. е.., мала від нього 2 синів і доньку.
Після перемоги маріанцев у Римі змушена була з дітьми втекти до Греції. Після повернення Сулли до Риму, займалася скупкою майна громадян, що потрапили під проскрипції. У 81 році до н. е. під час святкування тріумфу Сулли тяжко захворіла. Заради дотримання ритуальної чистоти Сулла мав послати їй розлучення та відіслати її зі свого будинку. Незабаром після цього Метелла померла, а Сулла влаштував їй розкішний похорон.

## Родина
1. Чоловік — Марк Емілій Скавр, консул 115 року до н. е.
Діти:
- Емілія
- Марк Емілій Скавр, претор 56 року до н. е.

2. Луцій Корнелій Сулла Фелікс, консул 88 та 80 років до н. е., диктатор
Діти: 
- Луцій Корнелій Сулла
- Фавст Корнелій Сулла, квестор 54 року до н. е.
- Фауста Корнелія